# Archanara rufescentella
Archanara rufescentella är en fjärilsart som beskrevs av Embrik Strand 1927. Archanara rufescentella ingår i släktet Archanara och familjen nattflyn. Inga underarter finns listade i Catalogue of Life.